# 리사 바가

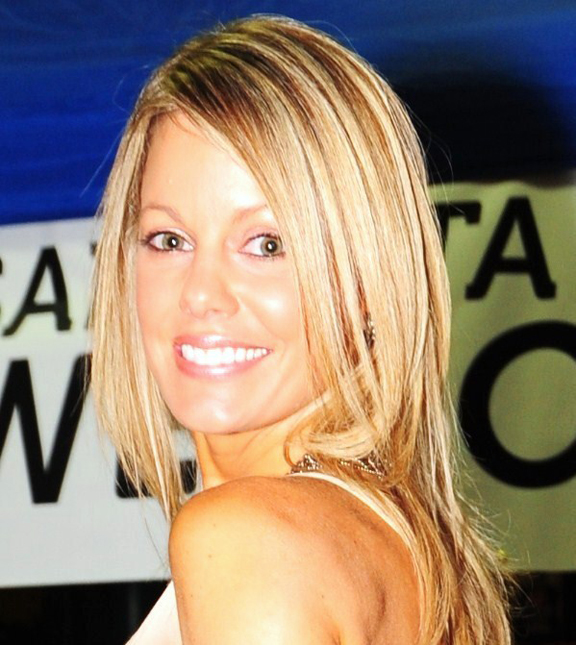

리사 바가(Lisa Varga, 1971년 4월 8일 ~ )는 미국의 배우, 텔레비전 배우, 영화배우이다.
사우스벤드에서 태어났다.

## 영화
- 페어 헤이븐 (2016년)
- 말리와 나 (2008년)
- 동물 농장 특공대 (1998년)
- 아메리칸스 모스트 원티드 (1988년)